# Archontophoenix cunninghamiana

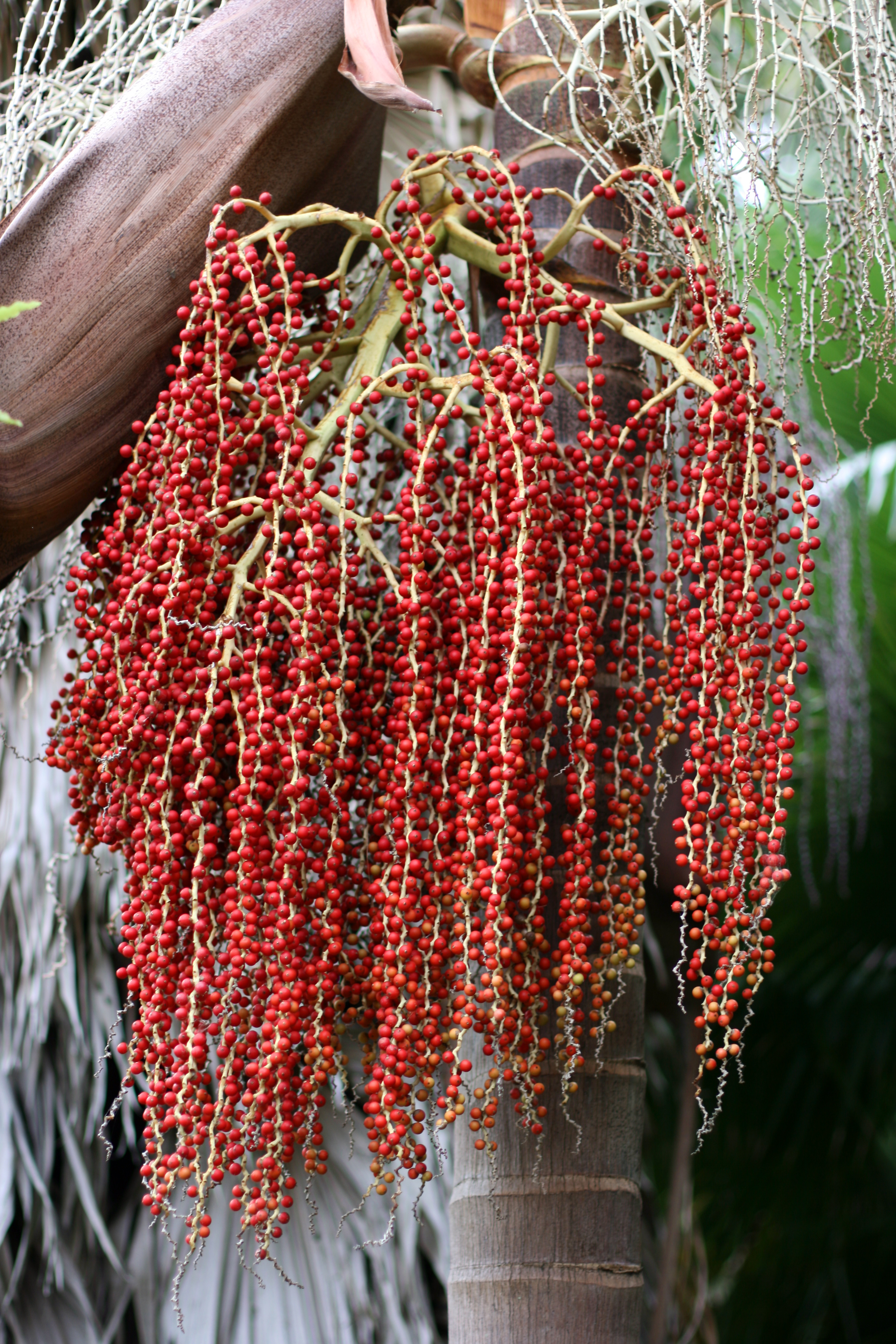
Semillas de la palma bangalow

Archontophoenix cunninghamiana, la palma Bangalow  o palma rey (king palm), es una palma originaria de Australia. 

## Descripción
Puede alcanzar hasta 20 metros o más de altura. Las flores son de color violeta y los frutos rojos son atractivos a las aves. Florece a mediados del verano y tiene un follaje perenne. Se ha naturalizado en muchas áreas donde se ha usado como planta ornamental. Puede crecer solitario (1 árbol), como doble (si se juntan dos árboles muy apretados) y aún hasta en triple (tres árboles juntos muy apretados).

## Hábitat
En el sur de Brasil, ha llegado a ser una  especie invasora.  En Nueva Zelanda, existe la preocupación de que A. cunninghamiana pudiera invadir los bosques nativos, ya que tiene los mismos requerimientos que la palma nikau. El consejo regional de Auckland ha incluido a A. cunninghamiana en la lista de plantas que requieren mayor investigación por su potencial para afectar de manera adversa al medio ambente.

## Taxonomía
Archontophoenix cunninghamiana fue descrita por H.Wendl. & Drude y publicado en Linnaea 39: 214, en el año 1875.
Etimología
Archontophoenix: nombre genérico que deriva de las palabras griegas: archon = "jefe, principal", phoenix = "palmera", en general, llamado así por su estatura real y la apariencia.
Sinonimia
- Ptychosperma cunninghamianum H.Wendl. (1858).
- Loroma cunninghamiana (H.Wendl.) O.F.Cook (1915).
- Seaforthia elegans Hook. (1857), nom. illeg.
- Jessenia amazonum Drude in C.F.P.von Martius & auct. suc. (eds.) (1882).
- Loroma amethystina O.F.Cook (1915).[7]